# اکگیا مارینا، نیکوزیا
اکگیا مارینا، نیکوزیا (به لاتین: Agia Marina, Nicosia) یک منطقهٔ مسکونی در قبرس است که در ناحیه نیکوزیا واقع شده‌است.

## خصوصیات
اکگیا مارینا ۶۲۸ نفر جمعیت دارد.